# 5. armáda (Spojené království)
5. armáda (anglicky Fifth Army) byla armáda britských pozemních vojsk za první světové války. Byla součástí britského expedičního sboru a účastnila se mezi lety 1916 až 1918 bojů na západní frontě. V roce 1916 se Britové připravovali na ofenzívu na Sommě a dali vzniku záložní armádě. Ta byla v říjnu 1916 rozšířena a přejmenována na pátou armádu.

## Historie
Pátá armáda vznikla 30. října 1916, a to po přejmenování bývalé záložní armády, jejímž generálem byl Hubert Gough. Účastnila se bitvy na řece Ancre, která byla finální bitvou ofenzívy na Sommě.
V roce 1917 se pátá armáda zúčastnila druhé bitvy u Arrasu a třetí bitvy u Yper. Následujícího roku obsadila úsek přední linie na jih od řeky Sommy, kterou dříve okupovali Francouzi. Dne 21. března nesla hlavní nápor německé jarní ofenzívy, kterou začala operace Michael. Neúspěch páté armády odolat německému náporu vedl až k odvolání Gougha. Ten byl nahrazen 28. března generálem Henrym Rawlinsonem a 2. dubna byla armáda přejmenována na čtvrtou armádu. Gough a jeho zbývající štábní důstojníci utvořili záložní armádu s velitelstvím v Kresčaku. Měla za úkol prozkoumat obranou linii na západ od města Amiens a dohlížet na stavbu všech linek hlavního velitelství. Generál William Peyton převzal velení nad velitelstvím 23. května poté, co byl Gough převelen domů. Pod vedením generála Williama Birdwooda bylo od názvu záložní armády upuštěno a velitelství páté armády bylo znovu vytvořeno. Přestože byla pátá armáda viněna ze selhání, kdy neodolala německé ofenzívě, tak byla později „vítězoslavně ospravedlněna“.

## Velitelé
- generál Hubert Gough (říjen 1916 – březen 1918)
- generál Henry Rawlinson (březen–duben 1918)
- generál William Peyton (duben–květen 1918)
- generál William Birdwood (květen–listopad 1918)